# عقال (اسم)
عقال هو اسم علم مذكر من أصل عربي، ومعناه هو الرباط، زكاة الإبل والغنم لعام واحد، صدقة أصله «عقل» وهو الربط والعاقل الرابطث.

## وصلات خارجية
- موسوعة السلطان قابوس لأسماء العرب نسخة محفوظة 5 أبريل 2019 على موقع واي باك مشين.